# Francisco Vieira Lusitano
Francisco Vieira Lusitano, také Vieira De Matos nebo Vieira Lusitano (4. října 1699 Lisabon – 13. srpna 1783 Lisabon) byl portugalský dvorní malíř, grafik, ilustrátor a inženýr – konstruktér v období pozdního baroka a klasicismu.

## Život a dílo

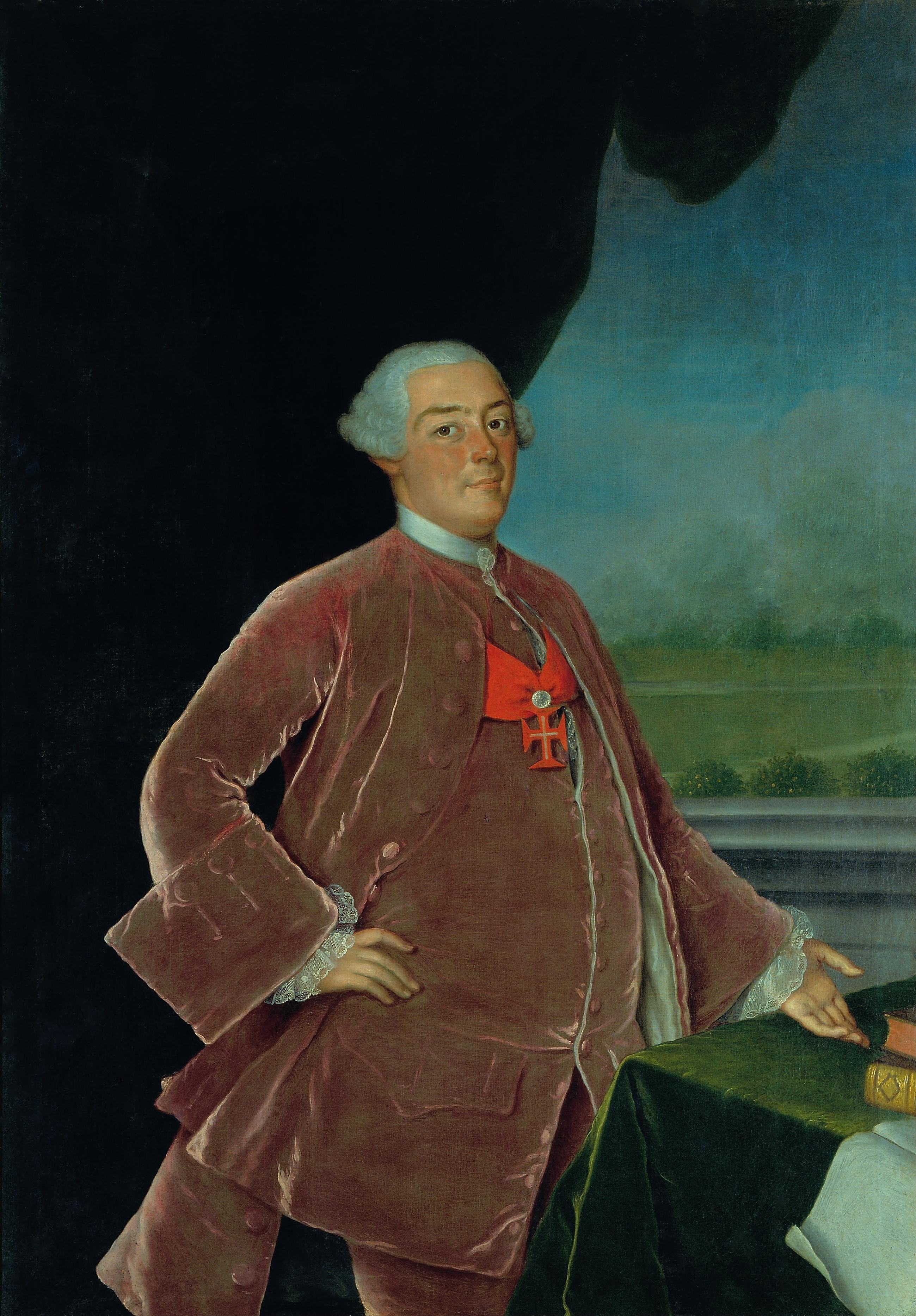
Portrét portugalského a brazilského prince Petra III.

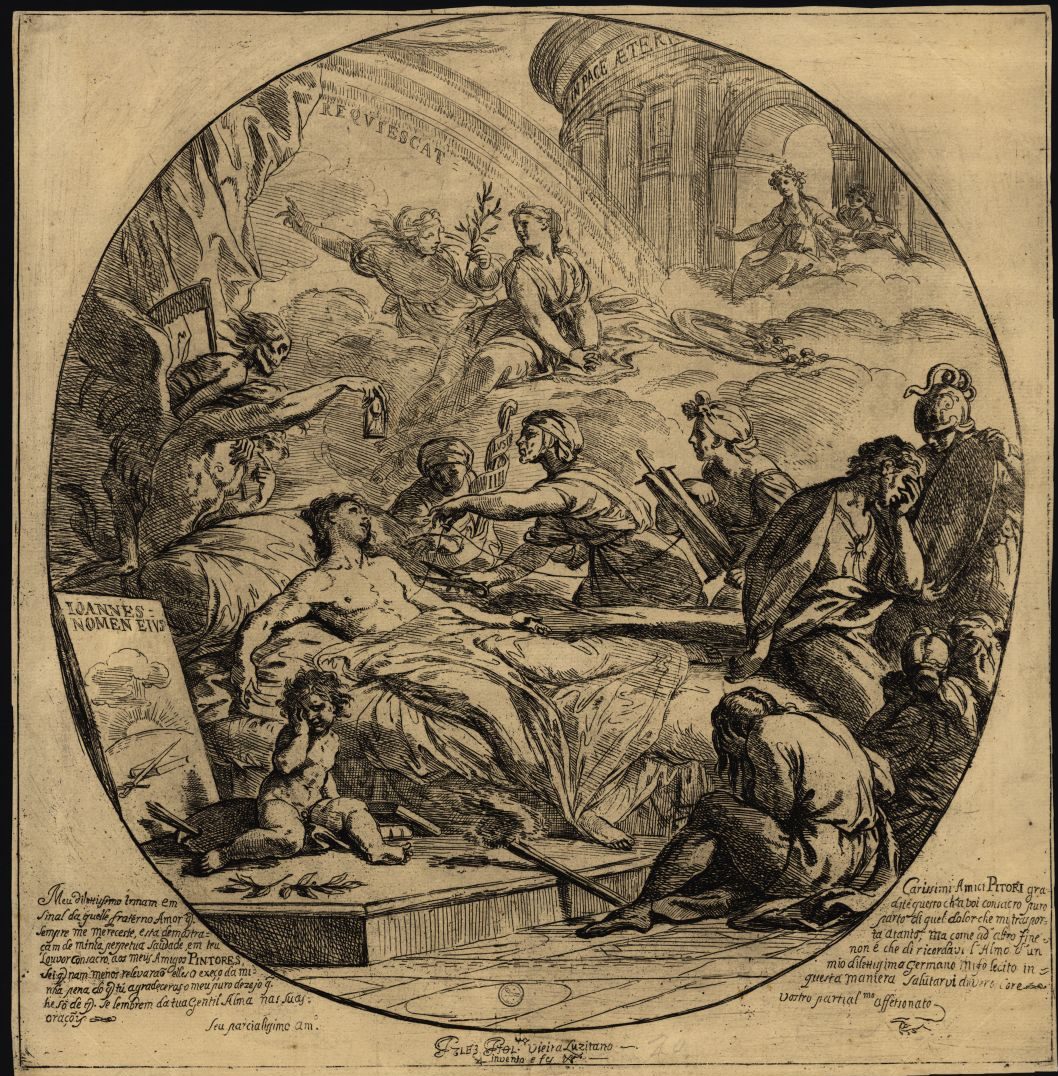
Tři sudičky

Narodil se jako třetí dítě lisabonského punčocháře Francesca Vieiry de Matos a jeho manželky Antonie a byl v dětství předurčen k církevní dráze, od níž zběhl pro výtvarné zájmy a celoživotní nešťastnou lásku k Inês Heleně de Lima e Meloz. Uzavřel s ní sňatek v zastoupení, ale rodiče ji donutili vstoupit do kláštera a uzavřít věčné sliby čistoty. Vieira zůstal v Římě a pět let žádal papeže o nápravu. Ines v mužském přestrojení uprchla z kláštera, ale její vlivní rodiče se postarali o její izolaci a později najali kriminálníka, který Vieiru na ulici zbil.
V Lisabonu Vieira studoval humanitní vědy a malbu. S mecenášem, portugalským diplomatem a vyslancem Rodrigem Anesem de Sá, dvakrát navštívil Řím. Poprvé se tam školil v letech 1712–1719, podruhé v letech 1721–1728, studoval u římských malířů Benedetta Lutiho a Francesca Trevisaniho. Byl přijat za člena Akademie sv. Lukáše v Římě.
Po druhém pobytu v Římě začal roku 1732 v Seville pracovat pro Filipa V. Španělského, a roku 1744 nastoupil jako dvorní malíř krále Josefa I. Portugalského v Lisabonu a v Mafře. Kromě krále, královny, jejich tří nejstarších dcer (Maria Francisca Isabel = budoucí portugalská královna Marie I., Maria Anna Francisca a Maria Doroteia) a zetě Petra (manžela Marie Franciscy Isabel, budoucího brazilského krále Petra III.) a dalších členů portugalského dvora. Za zásluhy byl povýšen na rytíře. Namaloval několik oltářních obrazů a freskami vyzdobil lisabonské kláštery. V roce 1755 při katastrofálním zemětřesení mnohé z nich byly zničeny.
V roce 1775 ovdověl, přestal malovat a stáhl se do kláštera sv. Antonína poustevníka. Je pohřben v kostele sv. Františka de Xabregas při klášteře františkánů v Lisabonu.

## Kresby a grafika
Věnoval se často kresbám, ilustracím a grafickým předlohám pro rytiny, které prováděl buď sám nebo jiní rytci v Evropě. Dále navrhoval příležitostnou architekturu. Pro českou grafiku jsou pozoruhodné jeho kresby, které jako předlohy k mědirytinám využil rytec Michael Heinrich Rentz v Kuksu.